# Les Portes-en-Ré
Pour les articles homonymes, voir Portes.
Les Portes-en-Ré est une commune du sud-ouest de la France, située sur l'île de Ré, dans le département de la Charente-Maritime (région Nouvelle-Aquitaine). Ses habitants sont appelés les Portingalais et les Portingalaises.

## Géographie

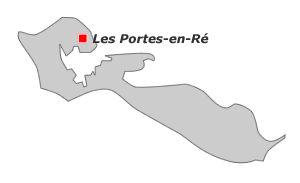
Situation des Portes sur l'île de Ré.

- Village sur la côte nord, à l'extrémité ouest de l'île de Ré.
- Rivages : plages de sable, grandes dunes, rochers, vasières littorales.

## Urbanisme

### Typologie
Au 1er janvier 2024, Les Portes-en-Ré est catégorisée commune rurale à habitat dispersé, selon la nouvelle grille communale de densité à 7 niveaux définie par l'Insee en 2022.
Elle appartient à l'unité urbaine d'Ars-en-Ré, une agglomération intra-départementale dont elle est une commune de la banlieue,. La commune est en outre hors attraction des villes,.
La commune, bordée par l'océan Atlantique, est également une commune littorale au sens de la loi du 3 janvier 1986, dite loi littoral. Des dispositions spécifiques d’urbanisme s’y appliquent dès lors afin de préserver les espaces naturels, les sites, les paysages et l’équilibre écologique du littoral, tel le principe d'inconstructibilité, en dehors des espaces urbanisés, sur la bande littorale des 100 mètres, ou plus si le plan local d’urbanisme le prévoit.

### Occupation des sols
L'occupation des sols de la commune, telle qu'elle ressort de la base de données européenne d’occupation biophysique des sols Corine Land Cover (CLC), est marquée par l'importance des zones humides (38 % en 2018), une proportion sensiblement équivalente à celle de 1990 (37,4 %). La répartition détaillée en 2018 est la suivante :
zones humides côtières (38 %), zones urbanisées (32 %), forêts (16,3 %), zones agricoles hétérogènes (8,8 %), espaces verts artificialisés, non agricoles (3,1 %), espaces ouverts, sans ou avec peu de végétation (1 %), milieux à végétation arbustive et/ou herbacée (0,7 %). L'évolution de l’occupation des sols de la commune et de ses infrastructures peut être observée sur les différentes représentations cartographiques du territoire : la carte de Cassini (XVIIIe siècle), la carte d'état-major (1820-1866) et les cartes ou photos aériennes de l'IGN pour la période actuelle (1950 à aujourd'hui).

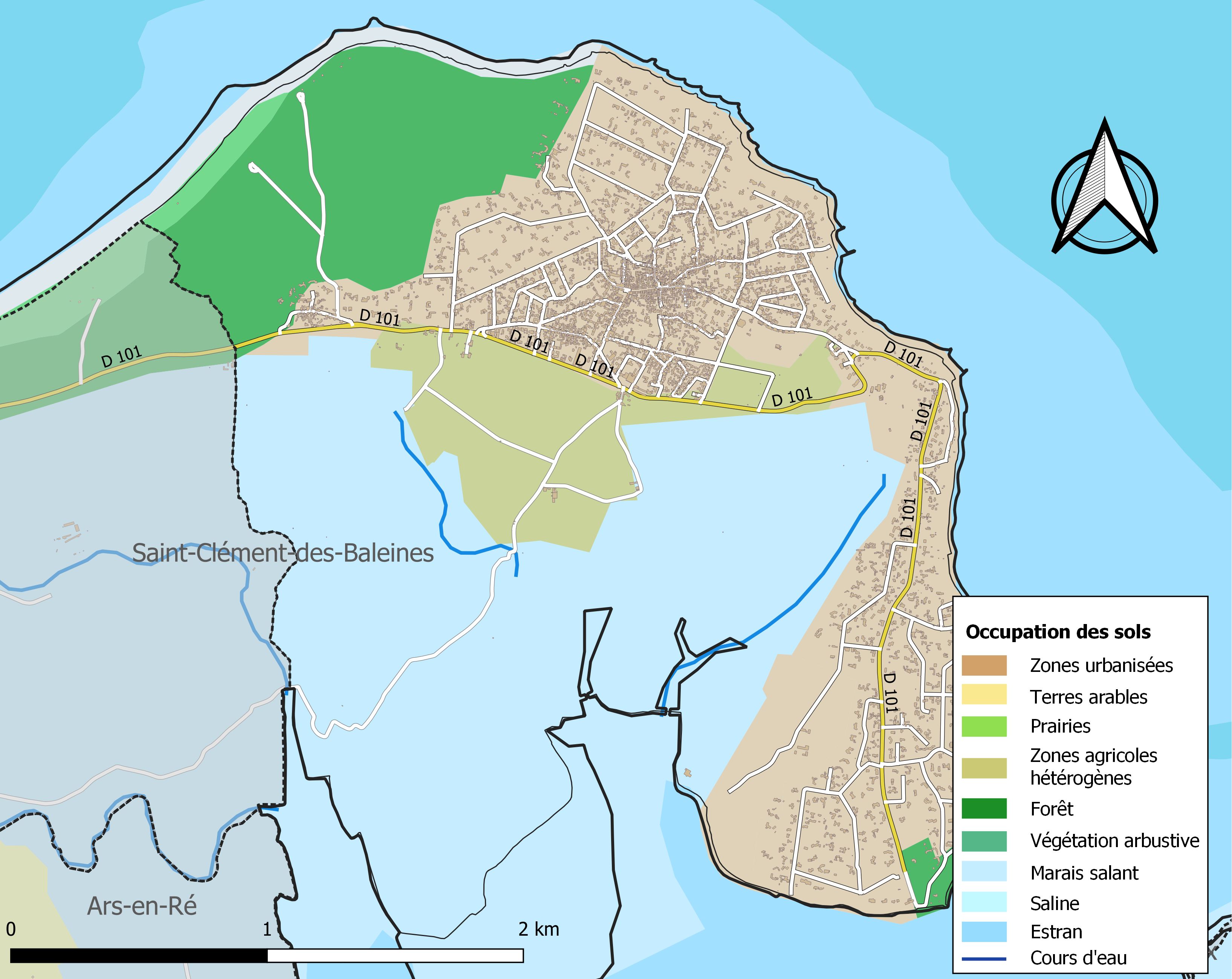
Carte des infrastructures et de l'occupation des sols de la commune en 2018 (CLC).

### Risques majeurs
Le territoire de la commune des Portes-en-Ré est vulnérable à différents aléas naturels : météorologiques (tempête, orage, neige, grand froid, canicule ou sécheresse), inondations, feux de forêts, mouvements de terrains et séisme (sismicité modérée). Il est également exposé à un risque technologique, le transport de matières dangereuses. Un site publié par le BRGM permet d'évaluer simplement et rapidement les risques d'un bien localisé soit par son adresse soit par le numéro de sa parcelle.

#### Risques naturels
La commune fait partie du territoire à risques importants d'inondation (TRI) de La Rochelle-Île de Ré, regroupant 21 communes concernées par un risque de submersion marine de la zone côtière, un des 21 TRI qui ont été arrêtés fin 2012 sur le bassin Loire-Bretagne et confirmé en 2018 lors du second cycle de la Directive inondation. Les submersions marines les plus marquantes des XXe et XXIe siècles antérieures à 2019 sont celles liées à la tempête du 9 février 1924, à la tempête du 15 février 1957, aux tempêtes Lothar et Martin des 26 et 27 décembre 1999 et à la tempête Xynthia des 27 et 28 février 2010. Cette tempête a eu pour conséquence l’instauration de zones de solidarité, où les parcelles considérées comme trop dangereuses pour y maintenir des maisons pouvaient à terme être expropriées (Loix, La Flotte, Nieul-sur-Mer, La Rochelle,…). Des cartes des surfaces inondables ont été établies pour trois scénarios : fréquent (crue de temps de retour de 10 ans à 30 ans), moyen (temps de retour de 100 ans à 300 ans) et extrême (temps de retour de l'ordre de 1 000 ans, qui met en défaut tout système de protection),. La commune a été reconnue en état de catastrophe naturelle au titre des dommages causés par les inondations et coulées de boue survenues en 1982, 1983, 1999 et 2010,.
Les Portes-en-Ré est exposée au risque de feu de forêt, un massif classé à risque dans le plan départemental de protection des forêts contre les incendies (PDPFCI), élaboré pour la période 2017-2026 et qui fait suite à un plan 2007-2016. Les mesures individuelles de prévention contre les incendies sont précisées par divers arrêtés préfectoraux et s’appliquent dans les zones exposées aux incendies de forêt et à moins de 200 mètres de celles-ci. L’article L.131-1 du code forestier et l’arrêté du 2 décembre 2020 règlementent l'emploi du feu en interdisant notamment d’apporter du feu, de fumer et de jeter des mégots de cigarette dans les espaces sensibles et sur les voies qui les traversent sous peine de sanctions. Un autre arrêté du 2 décembre 2020 rend le débroussaillement obligatoire, incombant au propriétaire ou ayant droit,,,.

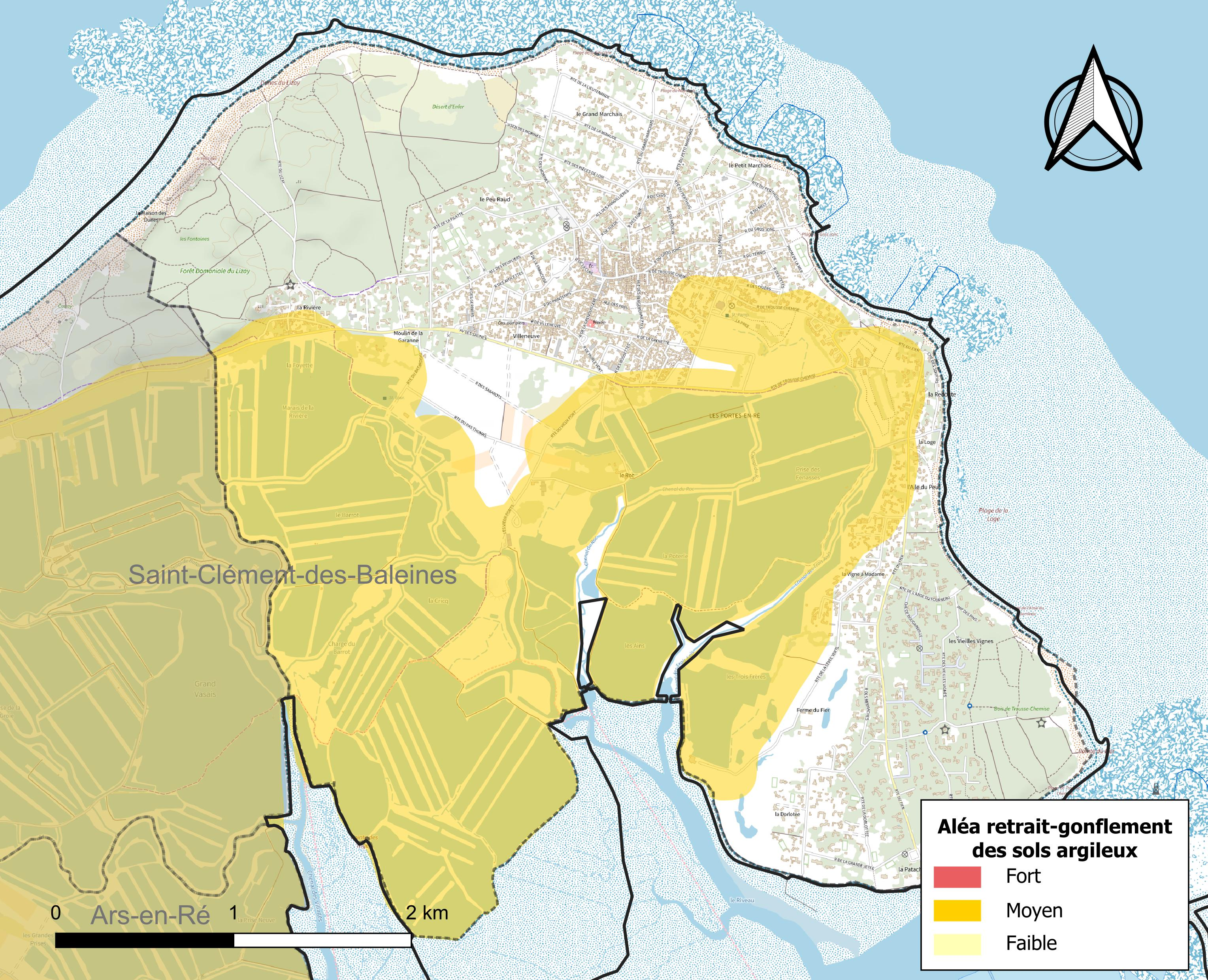
Carte des zones d'aléa retrait-gonflement des sols argileux des Portes-en-Ré.

Les mouvements de terrains susceptibles de se produire sur la commune sont des tassements différentiels.
Le retrait-gonflement des sols argileux est susceptible d'engendrer des dommages importants aux bâtiments en cas d’alternance de périodes de sécheresse et de pluie. 49,9 % de la superficie communale est en aléa moyen ou fort (54,2 % au niveau départemental et 48,5 % au niveau national). Sur les 1 969 bâtiments dénombrés sur la commune en 2019, 276 sont en aléa moyen ou fort, soit 14 %, à comparer aux 57 % au niveau départemental et 54 % au niveau national. Une cartographie de l'exposition du territoire national au retrait gonflement des sols argileux est disponible sur le site du BRGM,.
Par ailleurs, afin de mieux appréhender le risque d’affaissement de terrain, l'inventaire national des cavités souterraines permet de localiser celles situées sur la commune.
Concernant les mouvements de terrains, la commune a été reconnue en état de catastrophe naturelle au titre des dommages causés par des mouvements de terrain en 1983, 1999 et 2010.

#### Risques technologiques
Le risque de transport de matières dangereuses sur la commune est lié à sa traversée par une ou des infrastructures routières ou ferroviaires importantes ou la présence d'une canalisation de transport d'hydrocarbures. Un accident se produisant sur de telles infrastructures est susceptible d’avoir des effets graves sur les biens, les personnes ou l'environnement, selon la nature du matériau transporté. Des dispositions d’urbanisme peuvent être préconisées en conséquence.

## Activité
- Ferme aquacole
- Marais salants
- Tourisme
- Surf
- Golf
- Tennis
- Équitation

## Toponymie
Jusqu'au XVIIe siècle, le village s'est appelé Les Portes d'Ars, signifiant ainsi qu'il était situé à l'entrée de l'île d'Ars, alors séparée de l'île de Ré. L'entrée du Fier d'Ars se situe en effet entre les communes des Portes-en-Ré et de Loix, et abritait jadis le port des Portes.

## Histoire
La redoute des Portes

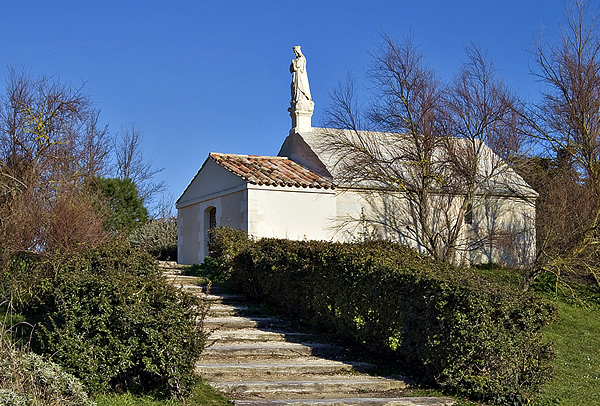
La chapelle, vestige de la redoute des Portes.

Article détaillé : Redoute des Portes-en-Ré
Le Phare de Trousse chemise
En 1627, Toiras pourchassant les troupes anglaises du duc de Buckingham, celles-ci rembarquent à Loix et sortent du fier d’Ars en passant au large dudit bois. Des Rétais, heureux de ce départ, troussèrent leurs chemises et montrèrent leurs derrières à l’ennemi d'après le roman pseudo historique de Pierre Viallet.
En réalité le phare doit son nom au surnom de son premier gardien (voir personnalités).

## Politique et administration

### Liste des maires

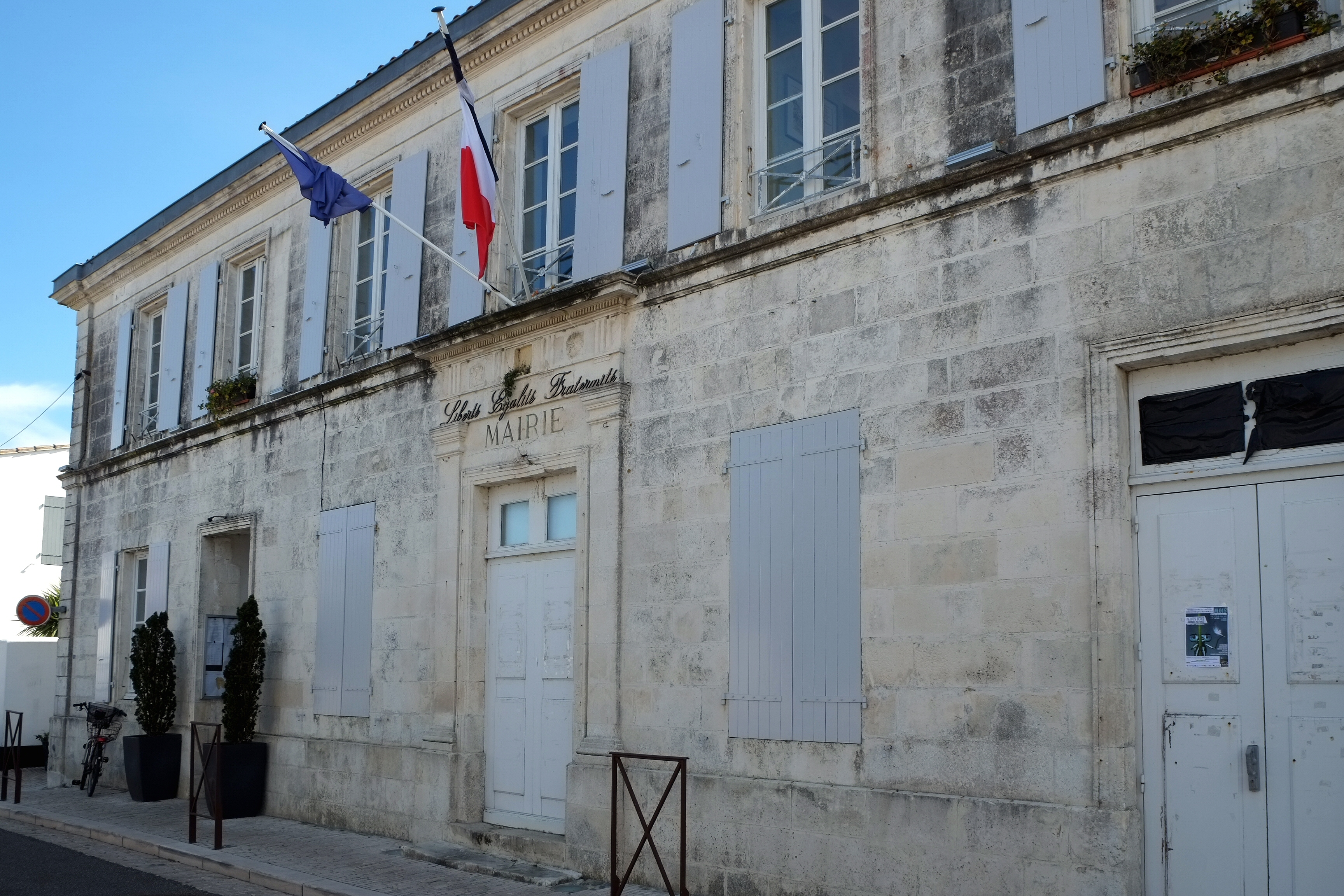
La mairie des Portes-en-Ré.

| Période                                  | Période  | Identité          | Étiquette | Qualité                    |
| ---------------------------------------- | -------- | ----------------- | --------- | -------------------------- |
| 1871                                     | 1884     | Joseph Martin     |           |                            |
| 1884                                     | 1908     | Victor Dron       |           |                            |
| 1908                                     | 1925     | Louis Robert      |           |                            |
| 1925                                     | 1945     | Ferdinand Dron    |           |                            |
| 1945                                     | 1946     | Georges Mellouin  |           |                            |
| 1946                                     | 1953     | Edgard Robert     |           |                            |
| 1953                                     | 1959     | Pierre Dron       |           |                            |
| 1959                                     | 1968     | René Pageaud      |           |                            |
| 1968                                     | 1971     | Delphin Bodard    |           |                            |
| 1971                                     | 1977     | Jean Fruchard     |           |                            |
| 1977                                     | 1980     | Philippe Péan     |           |                            |
| 1980                                     | 1983     | Jean Fruchard     |           |                            |
| 1983                                     | 1989     | Gilbert Michel    |           |                            |
| 1989                                     | 1995     | Christiane Chopy  |           |                            |
| 1995                                     | 2008     | Jacques Labonde   |           |                            |
| 2008                                     | 2014     | Christian Bourgne |           |                            |
| 2014                                     | 2020     | Michel Auclair    |           | Retraité de l'enseignement |
| 2020                                     | En cours | Alain Pochon      |           |                            |
| Les données manquantes sont à compléter. |          |                   |           |                            |

## Démographie

### Évolution démographique
L'évolution du nombre d'habitants est connue à travers les recensements de la population effectués dans la commune depuis 1793. Pour les communes de moins de 10 000 habitants, une enquête de recensement portant sur toute la population est réalisée tous les cinq ans, les populations de référence des années intermédiaires étant quant à elles estimées par interpolation ou extrapolation. Pour la commune, le premier recensement exhaustif entrant dans le cadre du nouveau dispositif a été réalisé en 2008.

En 2022, la commune comptait 582 habitants, en évolution de −4,9 % par rapport à 2016 (Charente-Maritime : +4,04 %, France hors Mayotte : +2,11 %).
| 1793 | 1800 | 1806 | 1821 | 1831  | 1836  | 1841  | 1846  | 1851  |
| ---- | ---- | ---- | ---- | ----- | ----- | ----- | ----- | ----- |
| 863  | 835  | 799  | 961  | 1 106 | 1 043 | 1 029 | 1 084 | 1 203 |

| 1856  | 1861  | 1866  | 1872 | 1876 | 1881 | 1886 | 1891 | 1896 |
| ----- | ----- | ----- | ---- | ---- | ---- | ---- | ---- | ---- |
| 1 098 | 1 034 | 1 011 | 939  | 896  | 853  | 831  | 834  | 800  |

| 1901 | 1906 | 1911 | 1921 | 1926 | 1931 | 1936 | 1946 | 1954 |
| ---- | ---- | ---- | ---- | ---- | ---- | ---- | ---- | ---- |
| 728  | 696  | 663  | 511  | 485  | 460  | 458  | 365  | 381  |

| 1962 | 1968 | 1975 | 1982 | 1990 | 1999 | 2006 | 2008 | 2013 |
| ---- | ---- | ---- | ---- | ---- | ---- | ---- | ---- | ---- |
| 412  | 424  | 478  | 513  | 660  | 661  | 647  | 643  | 607  |

| 2018 | 2022 | - | - | - | - | - | - | - |
| ---- | ---- | - | - | - | - | - | - | - |
| 599  | 582  | - | - | - | - | - | - | - |

## Lieux et monuments

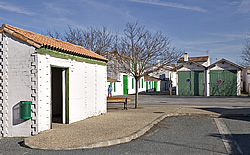
La gare et le double hangar à locomotives, actuelle caserne des pompiers.

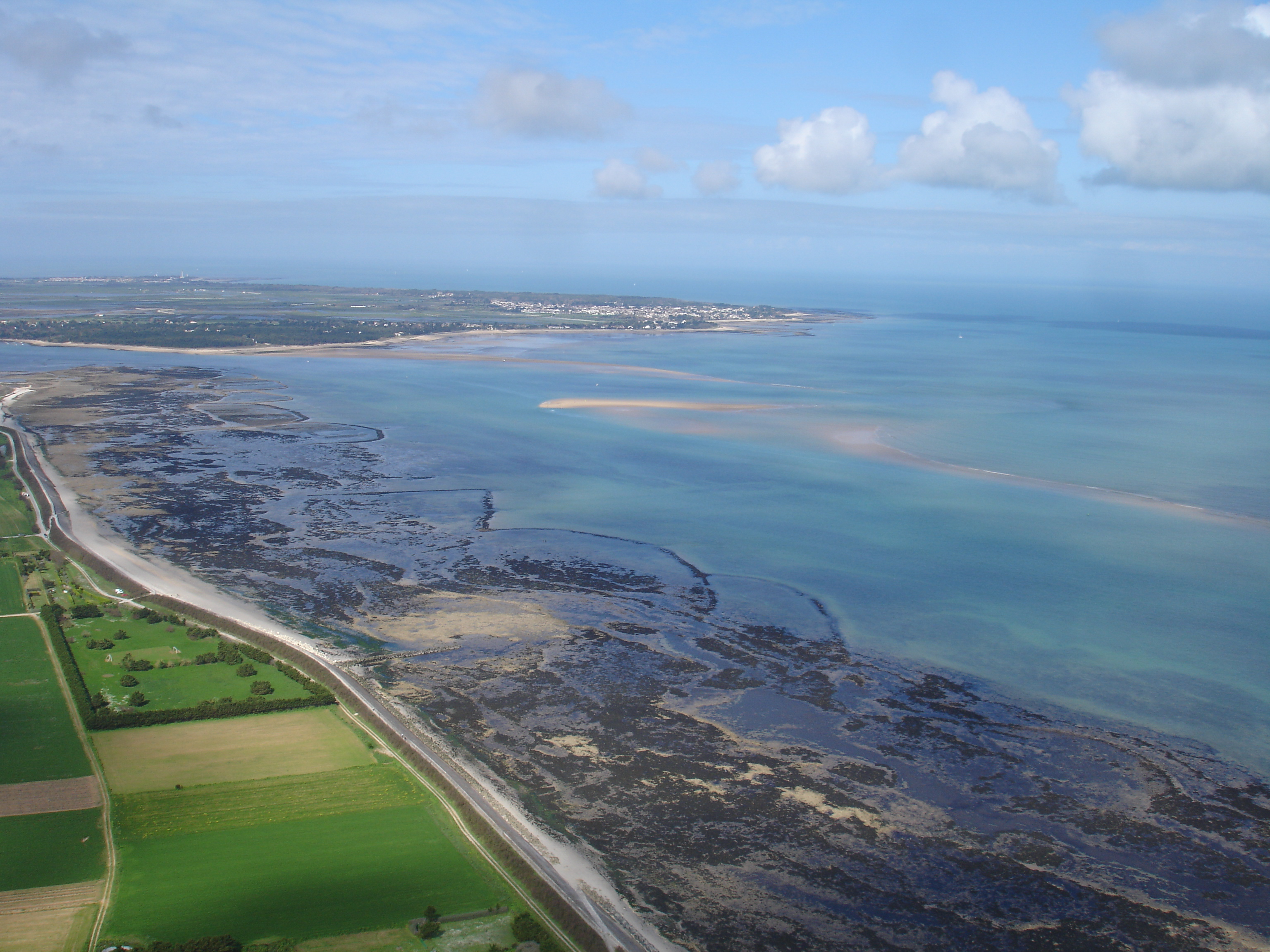
Vue aérienne (depuis Loix) du banc du Bûcheron et de la plage de Trousse Chemise.

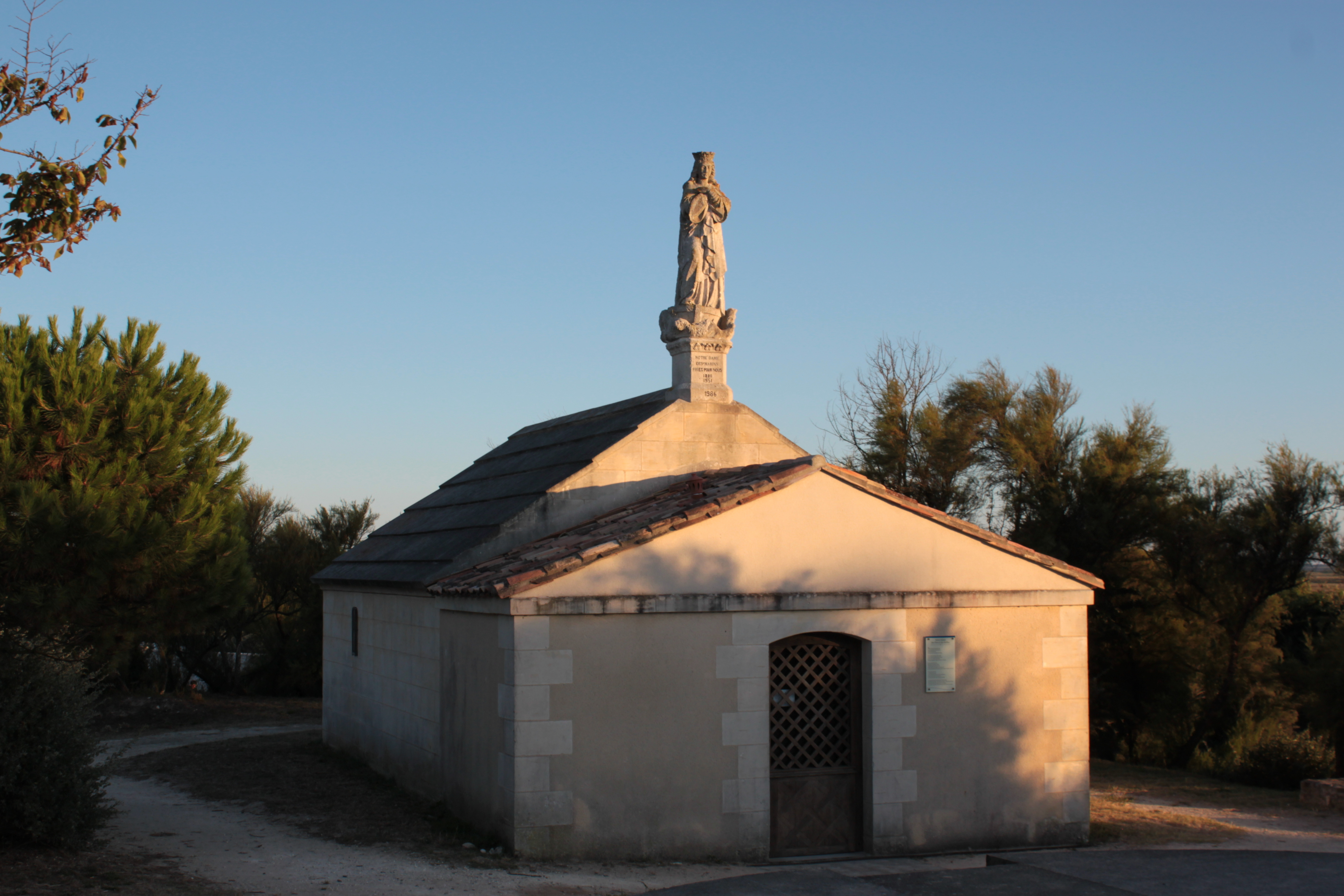
Chapelle Notre-Dame-des-Flux-et-Reflux ou Notre-Dame-des-Marins, ancien magasin à poudre de la redoute.

- La place de la Liberté. Lieu de rencontre des Portes-en-Ré, elle en est l'un des lieux les plus animés. Plusieurs commerces, cafés et restaurants y sont implantés. Tous les jours, l'été, s'y tient un marché très fréquenté. durant la saison touristique, cette place s'anime grâce aux vacanciers, nombreux à s'y arrêter l'espace d'un instant. La place arborait un arbre de la liberté, dans les années 1990.
- Les ruelles du centre.
- L'église Saint-Eutrope, récemment restaurée, elle offre un bel exemple d'architecture rétaise.
- L'ancienne gare du Petit Train de l'île de Ré (1898).
- La chapelle de la Redoute.
- Le vieux port. De là partaient tous les navires assurant le cabotage et la vente du sel de Bordeaux jusque dans les pays nordiques avant que son chenal d’accès ne soit fermé par une écluse pelle à son embouchure le rendant alors inaccessible aux bateaux. Sur un des quais se situé un des deux hangars à sel en bois goudronné, transformé en partie en Maison du Fier, l'autre ayant été démoli.
- La grande jetée. Maintenant fortement effondrée, elle forme un L à l'intérieur du Fiers d'Ars sur la rive entre La Patache et le golf. Elle est essentiellement constituée des cailloux, en provenance des pays scandinaves, qui formaient le lest de bateaux venant à vide.
- La base nautique, située à la plage du Gros Jonc et le club de voile de plage de La Loge.
- Les écluses à poisson (ou « pêcheries à poisson ») : en 1960, plusieurs dizaines d'écluses bordaient encore le rivage. L'écluse du Grand Marchais est la dernière qui soit encore entretenue et en fonctionnement. Les restes des murs des autres sont encore visibles à marée basse. Il est probable que la disparition de ces murs sous-marins, qui contribuaient à casser la houle et les courants, est à l'origine de la dégradation accélérée du trait de côte. Louis XIV dans son ordonnance maritime avait fait une dérogation particulière à l'île de Ré pour qu'elle conserve ses écluses à poisson, en dépit du risque que cela pouvait présenter pour la navigation.
- la réserve naturelle nationale de Lilleau des Niges et la Maison du Fier gérées par la LPO (Ligue pour la Protection des Oiseaux).
- La forêt domaniale et le bois de Trousse Chemise.
- Les principales plages : l'extrémité Est de la Conche des Baleines, le petit bec, Le Lizay, La Saucière, Le Grand Marchais, Le Petit Marchais, Le Gros Jonc, La Redoute, La Loge, l'Anse du Fourneau, le Pointe du Fier, Trousse Chemise, la Patache.
- Le banc du Bûcheron, banc de sable qui obstrue l'entrée du Fier d'Ars et qui découvre à marée basse jusqu'à la pointe du Fier située entre les plages de Trousse Chemise et de l'Anse du Fourneau. Accessible en bateau, un endroit idéal pour s'échouer et pique-niquer au milieu de l'eau. Mais il faut faire très attention à ne pas être piégé par la marée montante !
- La Patache, plage, mouillage ostréicole, incontournable pour les plaisanciers en escale à l'île de Ré.
- Le golf de Trousse Chemise (neuf trous et practice).
- Spots de surf : le Lizay, le Petit Bec, et a Saint-Clement-des-Baleines Diamond Head.

## Personnalités liées à la commune

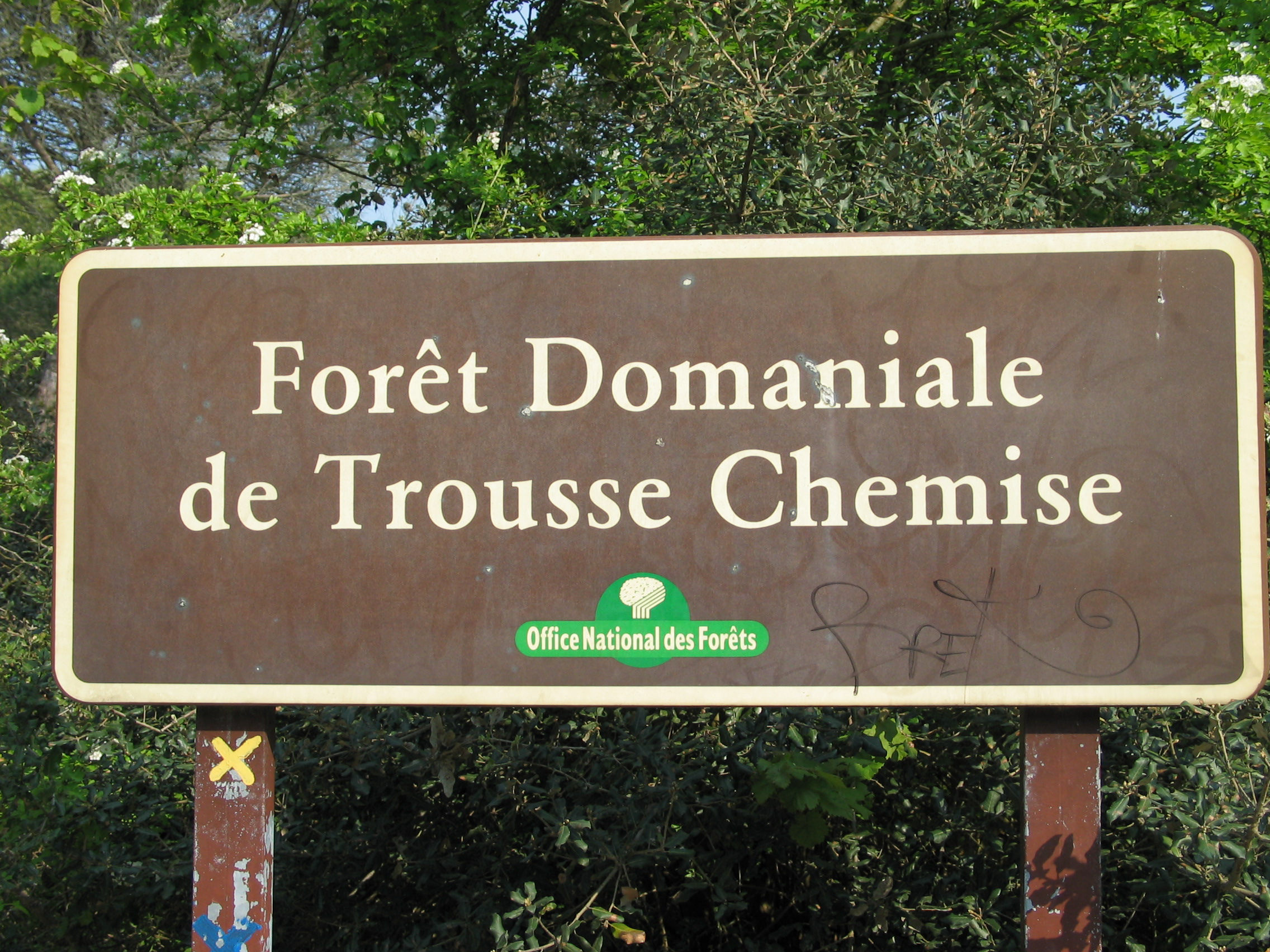
Trousse Chemise.

Les Portes-en-Ré sont le berceaux de plusieurs personnalités notamment artistique, et ont attiré et attirent de nombreuses autres personnalités :
- Napoléon Benoni Renaud (1837-1920) surnommé Trousse Chemise, premier gardien du phare de Trousse Chemise inauguré en 1875 et situé au lieu appelé Trousse Chemise pour baliser l’entrée du Fier d'ars. Mort en 1920 de la grippe espagnole, il est le grand oncle des artistes-peintres locaux René Renaud, Denise Renaud et Berthe Renaud connue sous le pseudonyme Bitcha.
- Paul Colin (1982-1985) affichiste, artiste peintre, dessinateur, costumier, scénographe avait acheté le moulin de la Garenne, revendu depuis.
- Raphael Drouart (1884-1972) graveur et artiste-peintre parisien. Quitte Paris en 1940 et s'installe à la Loge dans la maison familiale de sa femme[30].
- Jean Monnet, le « Père de l'Europe », y a passé ses vacances d'été dans la plus grande discrétion des années 1950 jusqu'à sa mort. Une partie de la Place de la Liberté a été débaptisée pour la renommer rue Jean Monnet.
- Alice Rousseau dite CAHOUT (1891-1976) artiste-peintre et épouse du graveur Raphaël Drouart. Venait en vacances dans une maison de famille à la Loge avant de s'y installer un temps. Nièce de Paul Ranson[31].
- Alexandre Sousloff (1895-1955) artiste peintre parisien et Portingalais, compagnon de l'artiste-peintre Denise Renaud.
- Louis Suire, professeur de dessin à La Rochelle et artiste-peintre. Il avait sa résidence-atelier au hameau de La Rivière. Son fils Claude fut aussi artiste-peintre et éditeur. Son petit-fils Olivier Suire Verley a pris la suite en étant aussi artiste-peintre...
- Suzy Solidor, artiste de music-hall, venait régulièrement jusqu'à sa mort survenue en 1983 dans sa propriété de Hurle-Vent achetée en 1939.
- Denise Renaud (1905-1994). Artiste peintre et commerçante d'une boutique de souvenirs et galerie d'art "Au feu de Saint-Elme" sur la Place de la Liberté. Sœur de René Renaud et Bitcha.
- René Renaud (1907-1991), artiste peintre et céramiste descendant d'une très vieille famille Portingalaise comme ses sœurs Denise Renaud et Berthe Renaud dite Bitcha. Après une carrière d'artiste-peintre à Paris il ouvrit un atelier de céramique aux Portes-en-Ré en 1947. Ses filles Corine et Edwige surnommée "Didi" continuèrent cet atelier sur la Place de la Liberté jusqu'en 2000 et son petit fils Kim Renaud poursuit son second atelier qu'il avait créé en 1954 à La Chapelle-des-Pots. René Renaud est notamment l'auteur des nombreux panneaux muraux en céramique comme les cartes de l'Île de Ré sur le mur du Bureau d'Informations Touristiques des Portes-en-Ré et sur le mur de l'ancienne Auberge Réthaise située sur le port d'Ars-en-ré ainsi que les plats avec les surnoms donnée par les Réthais dont celui de "Élection de Miss Trousse Chemise" dont une reproduction orma la cuvée 2000 du vin mousseux produit par la coopérative des vignerons de l'Ile de Re[32]
- Pierre Tardy (1908-2007), professeur de dessin de lycée, artiste-peintre, historien de l'île de Ré, collaborateur des Cahiers de la Mémoire était un enfant du pays[33].
- Jean Lescure (1912-2005) y acquiert en 1956 une maison dans laquelle il séjourne jusqu'à la fin des années 1960. Une plaque commémorative y a été apposée.
- Jean-Paul Moulinot (1912-1989) acteur et sociétaire de la Comédie-Française venait en vacances dans leur maison avec sa femme Elisabeth Hardy (1917-2000) actrice et comédienne.
- Bitcha née Berthe Renaud (1914-2012), artiste peintre et épouse du peintre Georges Domette. Sœur de Denise Renaud et René Renaud. Elle habitait avec son époux au "clos de la prise" à La Redoute et avait depuis les années 1980 une galerie d'exposition à la Rochelle rue du Minage.
- Georges Domette (1916-2006), artiste-peintre d'origine parisienne et époux de la peintre Bitcha, y a vécu et y est mort. Il était le Beau-frère de peintres rétais Denise Renaud et René Renaud.
- Charles Aznavour auteur-compositeur-interprète, acteur et écrivain. Une chanson de Charles Aznavour pour la musique et de Jacques Mareuil pour les paroles porte le nom du bois situé dans le territoire de la commune dénommé « Trousse Chemise ». Cette chanson de 1962 évoque les émois amoureux d'un jeune couple dans ce bois. Charles Aznavour en est l'interprète.
- Hélène Carrère d'Encausse académicienne, ancienne députée européenne et spécialiste de la Russie. Elle passe aussi des vacances en famille dans ce village de l'île de Ré; on l'y croise régulièrement avec ses petits-enfants.
- Claude Nougaro venait régulièrement dans sa maison familiale. Il a composé Île de Ré (en 1975), une chanson qui évoque les couleurs, les odeurs, la mélancolie de l'île au mois de septembre de certain. Ses parents Pierre, baryton à l'0péra de Paris, comédien, acteur notamment dans Manon des sources et Jean de Florette de Claude Berri et Liette, concertiste, y ont vécu jusqu'à leur disparition.
- Jean-Loup Dabadie, académicien, parolier, auteur prolifique, Jean-Loup Dabadie est inhumé auprès de sa mère dans le cimetière communal. Il y possédait une maison depuis les années 1980 et y venait en vacances depuis son enfance avec ses parents.
- Bernard Giraudeau, acteur, réalisateur, et écrivain français originaire de La Rochelle, l'acteur-écrivain y possédait une maison.
- Les comédiens Fabrice Luchini, Gérard Hernandez, Sandrine Kiberlain, André Dussollier et Patrick Chesnais passent régulièrement leurs vacances aux Portes-en-Ré. Guy Bedos y posséda une maison durant quelques années.